# Bajka o rybaku i rybce (film 1950)
Bajka o rybaku i rybce  / Bajka o rybaku i złotej rybce (ros. Сказка о рыбаке и рыбке, Skazka o rybakie i rybkie) – radziecki film animowany z 1950 roku w reżyserii Michaiła Cechanowskiego będący adaptacją bajki Aleksandra Puszkina o tym samym tytule.

## Wersja polska
Wersja wydana na VHS w serii Bajki rosyjskie 3 razem z filmem animowanym Gdy na choinkach zapalają się ognie. Premiera: 1 stycznia 2002, dystrybucja: TVP S.A.

## Fabuła
Historia oparta na motywach baśni Aleksandra Puszkina. Bajka o starym rybaku, który złowił magiczną złotą rybkę. Rybka w zamian za wolność obiecuje spełnić wszystkie jego życzenia.

## Obsada głosowa
- Boris Czirkow jako rybak
- Anastasija Zujewa jako żona rybaka
- Marija Babanowa jako rybka
- Władimir Gribkow jako narrator

## Animatorzy
Roman Kaczanow, Roman Dawydow, Rienata Mirienkowa, Nikołaj Fiodorow, Łamis Briedis, Fiodor Chitruk, Tatjana Taranowicz, Aleksandr Bielakow, Jelizawieta Kazancewa

## Nagrody
- 1951: Międzynarodowy Festiwal Filmowy w Karlowych Warach – nagroda za najlepszy film animowany